# Under the Red Cloud
Under the Red Cloud dvanaesti je studijski album finskog heavy metal sastava Amorphis. Album je 4. rujna 2015. godine objavila diskografska kuća Nuclear Blast. 

## O albumu
Producent albuma bio je Jens Bogren; klavijaturist sastava, Santeri Kallio, opisao ga je kao "prikladnu osobu [za taj posao]". Album je snimljen, miksan i masteriran za vrijeme proljeća 2015. godine u studiju Fascination Street Studios u švedskim gradovima Stockholmu i Örebru.

## Popis pjesama
Tekstovi: Pekka Kainulainen. 
| 1.    | »Under the Red Cloud« | Santeri Kallio  | 5:33 |
| 2.    | »The Four Wise Ones«  | Esa Holopainen  | 4:40 |
| 3.    | »Bad Blood«           | Kallio          | 5:23 |
| 4.    | »The Skull«           | Tomi Koivusaari | 5:04 |
| 5.    | »Death of a King«     | Kallio          | 5:14 |
| 6.    | »Sacrifice«           | Holopainen      | 3:56 |
| 7.    | »Dark Path«           | Holopainen      | 5:08 |
| 8.    | »Enemy at the Gates«  | Holopainen      | 5:07 |
| 9.    | »Tree of Ages«        | Kallio          | 4:36 |
| 10.   | »White Night«         | Holopainen      | 5:15 |
| 49:56 |                       |                 |      |

| 11. | »Come the Spring«                              | Koivusaari | 3:27 |
| 12. | »Winter's Sleep«                               | Kallio     | 6:37 |
| 13. | »The Wind« (Bonus pjesma na japanskom izdanju) | Kallio     | 5:48 |

## Recenzije
Album je uglavnom dobio pozitivne kritike. Stranica Cryptic Rock u svojoj recenziji navodi kako se, u usporedbi sa svojim prethodnikom Circle, album više usredotočuje na melodiju te da se na njemu pojavljuje široka lepeza raznih instrumenata (što je uglavnom karakteriziralo rad grupe u prošlosti). Pjesma "The Four Wise Ones" opisana je kao "trenutačni klasik" i kao "čisti vrhunski melodični death metal." Cryptic Rock također je izjavio kako su pjesme na albumu uglavnom heavy metal, folk metal i rock balade.

## Zasluge
| Amorphis - Jan Rechberger – bubnjevi, dodatna perkusija - Esa Holopainen – solo gitara - Tomi Koivusaari – ritam gitara - Santeri Kallio – klavijature, inženjer zvuka (za orgulje) - Niclas Etelävuori – bas-gitara, prateći vokali - Tomi Joutsen – vokali Dodatni glazbenici - Aleah Stanbridge – dodatni vokali (na pjesmama 2, 6 i 10) - Jens Bogren – prateći vokali, produkcija, inženjer zvuka, miksanje, mastering - André Alvinzi – dodatne klavijature (na pjesmi 6) - Martin Lopez – perkusija (na pjesmi 5) - Chrigel Glanzmann – flauta, tin whistle (na pjesmama 2, 5, 9 i bonus pjesmi "Winter's Sleep") - Österäng Symphonic Orchestra – orkestracija - Jon Phipps – dodatna orkestracija, gudački aranžman | Ostalo osoblje - Lasse Väyrynen – inženjer zvuka - David Castillo – inženjer zvuka - Jyri Riikonen – inženjer zvuka - Pekka Kainulainen – tekstovi - Linus Corneliusson – dodatno miksanje - Viktor Stenqvist – dodatni inženjer zvuka - Jonas Olsson – dodatni inženjer zvuka - Valnoir Mortasonge – naslovnica, dizajn |